# Затяжка

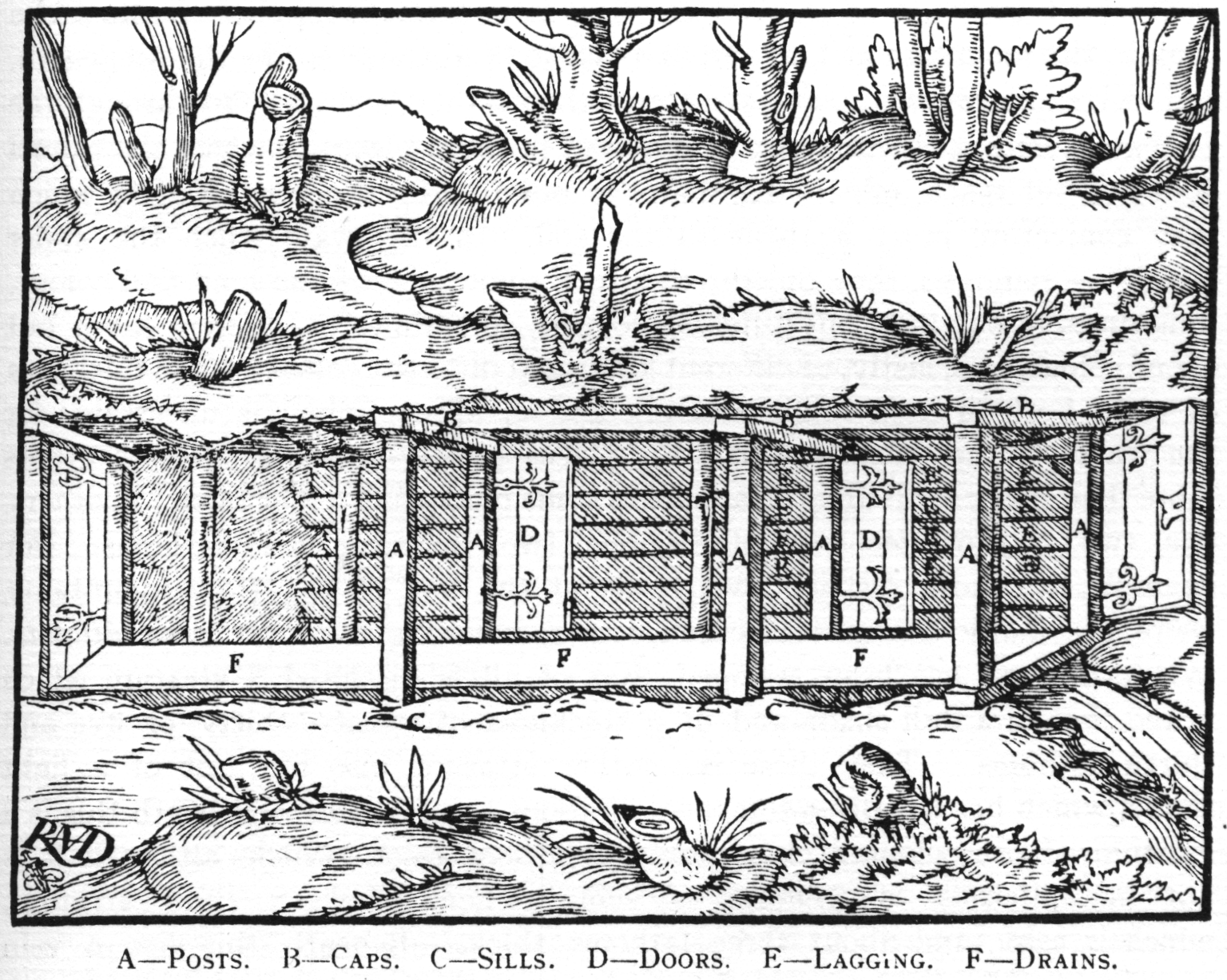
Затяжки у книзі Г.Агріколи «De Re Metallica» (1556 р.). Стояки А. Верхняки В. Лежні С. Двері D. Затяжки Е. Канавка F.

Затяжка (рос. затяжка, англ. lacing, lagging; нім. Verzug m) — пристрій для стискання, стягування чого-небудь, зокрема поперечна балка, що з'єднує між собою елементи конструкції.

## У гірництві
У гірництві затяжка — міжрамна огорожа, елемент кріплення гірничих виробок, розміщений між конструкцією кріплення і породою, призначений для розподілу тиску та запобігання від вивалів шматків породи, захисту виробки від вивалів породи з покрівлі і боків у проміжках між кріпильними рамами. Як затяжки використовують обаполи, розпили, дошки, колоті та круглі лісоматеріали, залізобетонні плити, металеві сітки, склотканина, просякнута полімерними смолами.

### Параметри
Коефіцієнт затяжки покрівлі — відношення площі перекриття кріплення (площі верхняків, затяжки) у виробці до загальної площі покрівлі, що підтримується кріпленням.

## У будівництві
У кроквяній системі даху затяжка — поперечна горизонтальна балка, що з'єднує нижні кінці кроков.